# Jane Ray
Jane Ray (* 1960 in Chingford, Nordost-London) ist eine britische Illustratorin.

## Leben
Jane Ray studierte Keramik und 3D-Design an der Middlesex University. Ihre erste Illustration war eine Serie von Glückwunschkarten für Roger La Borde. Den großen Durchbruch erzielte sie 1991 mit dem Buch "Noahs Arche". Der farbige, folkloristische Stil Jane Rays hat weltweit großen Anklang gefunden. Sie illustriert vor allem Bücher, aber auch Poster und Ansichtskarten.
Jane Ray lebt mit ihrem Mann, dem Dirigenten David Temple, und ihren drei Kindern in London.

## Werke (Auswahl)
- Noahs Arche
- Die Schöpfungsgeschichte
- Hänsel und Gretel
- Aus der Ferne
- Die schönsten Märchen
- Der kleine Frechdachs

## Auszeichnungen
- Nestlé Smarties Book Prize für "Die Schöpfungsgeschichte" (1992) und "Hue Boy" (1993)
- 4× nominiert für die Kate Greenaway Medal
- nominiert für den Kurt Maschler Award
- nominiert für den Mother Goose Award